# Хемингс, Салли
Сара «Салли» Хемингс (англ. Sarah "Sally" Hemings; ок. 1773—1835, США) — рабыня-квартеронка, горничная, гувернантка и любовница третьего американского президента Томаса Джефферсона. По результатам анализа ДНК Джефферсон оказался отцом по крайней мере одного из восьми её детей — Мэдисона Хемингса. На основе этих данных и исторического анализа большинство историков сегодня полагают, что все дети Салли были детьми Томаса Джефферсона.
История о детях третьего президента США от рабыни получила скандальную известность в американской прессе и особенно в белой консервативной среде, отказывающейся верить в произошедшее. По мотивам истории их взаимоотношений написаны несколько книг и снято несколько фильмов.

## Биография
Салли (имя при рождении Сара) родилась в городе Шэдуелл, округ Албемарл, штат Виргиния, США. Её мать — Бетти Хемингс была рабыней-мулаткой, дочерью английского капитана и негритянки из Африки и принадлежала белому американцу — господину Джону Уэйлсу. Сам Джон был официально женат на белой женщине, с которой имел законнорождённых детей, одна из которых — Марта — и стала впоследствии законной женой Томаса Джефферсона.
При этом Джон Уэйлс имел связь с рабыней Бетти, у которой и родилась квартеронка и также рабыня Салли. После смерти родителей, рабы и имущество перешли Марте (кровной или единородной сестре Салли, то есть сестре по отцу). Сама Марта умерла в 1782 году и передала своё имущество мужу, Томасу Джефферсону, с которым у неё были свои дети, но в живых остался лишь один ребёнок — белая девочка Марта Джефферсон. Так начинается история отношений между Салли и Томасом, который был старше её на 30 лет. Впервые их судьбы тесно переплелись в Париже, куда 16-летняя Салли приехала, подменив одну из гувернанток для дочери Джефферсона Марты, и где она проживала в доме с Джефферсоном. По французским законам, не признававшим рабства, она имела право явиться в полицию и получить вольную грамоту, но не сделала этого и вернулась в США вслед за Томасом. Далее почти каждый год или через год она разрешается от бремени. Источники указывают на рождение восьми детей, появление на свет шести из которых задокументировано:
- Харриет Хемингс (I) (5 октября 1795 — 7 декабря, 1797)
- Беверли Хемингс (возможно также Уильям Беверли Хемингс) (1 апреля 1798 — после 1873)
- неизвестная девочка (возможно названа Феня в честь сестры Салли Фени; 1799 — вскоре умерла)
- Харриет Хемингс (II) (22 мая, 1801 — после 1863)
- Мэдисон Хемингс (Джеймс Мэдисон Хемингс) (19 января 1805—1877)
- Эстон Хемингс (Томас Эстон Хемингс) (21 мая 1808—1856)

При этом документацией рождений занимался сам Томас Джефферсон. В своей учётной книге имя отца детей либо не указано, либо затёрто, хотя в записи рождений детей других рабынь имя отца присутствует.
Последние девять лет жизни Салли провела в доме двух своих сыновей, воспитывая внука. Она умерла в 1835 году в городе Шарлоттсвилл (штат Виргиния), так и не получив официальную вольную, но пользуясь неформальной независимостью, предоставленной ей дочерью покойного Джефферсона. Однако всем её детям по достижении ими совершеннолетия вольная была предоставлена самим Джефферсоном. Эти дети и их дядя были единственными рабами, которым Джефферсон дал свободу. Трое из них, будучи светлокожими (в отличие от темнокожего Эстона), переехали на север и интегрировались в белое общество, а их потомки считались белыми.

## Образ в кино
- «Джефферсон в Париже» (1995)
- «Джон Адамс» (2008)